# 상드린 키베를랭
상드린 키베를랭(Sandrine Kiberlain, 1968년 2월 25일 ~ )은 프랑스의 배우, 가수, 영화 감독이다.

## 출연 작품
- 시라노 (1990)
- L'Inconnu dans la maison (1992)
- 패트리어트 (1994, Les Patriotes)
- 위선적 영웅 (1996)
- 보마르셰 (1996, Beaumarchais, l'insolent)
- 라 빠르망 (1996)
- 아 방드르 (1998, À vendre)
- 모든 게 괜찮을 거야 (2000, Tout va bien, on s'en va)
- 또다른 거짓 (2000, La Fausse Suivante)
- 베티 피셔와 그 밖의 이야기들 (2002, Betty Fisher et autres histoires)
- 당신 먼저 (2003, Après vous)
- 스몰 플레이 위드아웃 컨시퀀스 (2004, Un petit jeu sans conséquence)
- 매우 감사합니다 (2007, Très bien, merci)
- 마드무아젤 샹봉 (2009, Mademoiselle Chambon)
- 꼬마 니콜라 (2009)
- Romaine par moins 30 (2009)
- 서비스 엔트런스 - 6층의 여인 (2011)
- 경찰들 (2011)
- 플레이어스 (2012)
- 바이올렛: 그녀의 뜨거운 삶 (2013, Violette)
- 팁 탑 (2013, Tip Top)
- 아리안느는 임신중 (2013, 9 Mois ferme)
- 나의 스타가 우리 집에 찾아왔다 (2014, Elle l'adore)
- 사랑은 마시고 노래하며 (2014, Aimer, boire et chanter)
- 비행기처럼 (2015, Comme un avion)
- 홉풀리 (2015, Encore heureux)
- 비잉 17 (2016)
- 가족이 되기까지 (2018, Pupille)
- 마고가 마고를 만났을 때 (2018, La Belle et la Belle)
- 쾌활한 소녀 (2021, Une jeune fille qui va bien)
- 어느 짧은 연애의 기록 (2022, Chronique d'une liaison passagère)
- 그린퍼퓸 (2022, Le Parfum vert)